# Sunny et l'Éléphant
Pour plus de détails, voir Fiche technique et Distribution.
Sunny et l'Éléphant est un film français réalisé par Frédéric Lepage et Olivier Horlait, sorti en 2008.

## Synopsis
Sunny est un adolescent, qui rêve de devenir cornac. Mais son vieux maître, Boon, refuse de lui laisser sa chance. De plus, la mécanisation de l'industrie forestière contraint les cornacs et leurs éléphants à quitter les forêts. Ils n'ont d'autres recours que de s'exiler dans la capitale de Bangkok...

## Fiche technique
- Titre : Sunny et l'Éléphant
- Réalisation : Frédéric Lepage et Olivier Horlait
- Scénario : Frédéric Lepage et Olivier Horlait
  - Dialogues : Frédéric Lepage et David Aronson
- Musique : Joe Hisaishi
- Photographie : Patrick Blossier
- Décors : Yves Brover-Rabinovici et Lek Chaiyan Chunsuttiwat
- Costumes : Adélaïde Gosselin
- Production : Jean-Pierre Bailly
- Sociétés de production : Les Productions Jean-Marc Henchoz, MC4 Productions, Téléclub, Canal+, France 2 Cinéma
- Société de distribution : StudioCanal
- Pays d'origine :  France
- Langue originale : anglais
- Genre : aventures
- Durée : 1h32
- Année de production : 2007
- Date de sortie : 24 décembre 2008

## Distribution
- Keith Chin : Sunny
- Simon Woods : Nicolas
- Grirkgiat Punnpipatt : Boon
- Siriyakorn Pukkavesh : Sirima
- Krissada Sukosol (Krissida Terrence) : Teerapol
- Dom Hetrakul : Sing
- Glen Chin : Payao
- Sau-Ming Tsang : Udom
- Xuyen Dangers (VF : Frédérique Cantrel) : Chayada
- Srikarn Nakavisut : Malee
- Danai Thiengdham : Varut
- Nophand Boonyai : Saw